# Dendrobium collinum
Dendrobium collinum är en orkideart som beskrevs av Johannes Jacobus Smith. Dendrobium collinum ingår i släktet Dendrobium, och familjen orkidéer. Inga underarter finns listade i Catalogue of Life.